# Pimpinella integerrima
Pimpinella integerrima là một loài thực vật có hoa trong họ Hoa tán. Loài này được (DC.) Benth. & Hook. f. miêu tả khoa học đầu tiên.